# Borrelho-da-puna
Borrelho-da-puna ou batuíra-andina (Anarhynchus alticola) é uma espécie de ave da família Charadriidae.
Pode ser encontrada nos seguintes países: Argentina, Bolívia, Chile e Peru.
Os seus habitats naturais são: lagos de água doce e sapais.